# New Frontiers-programma

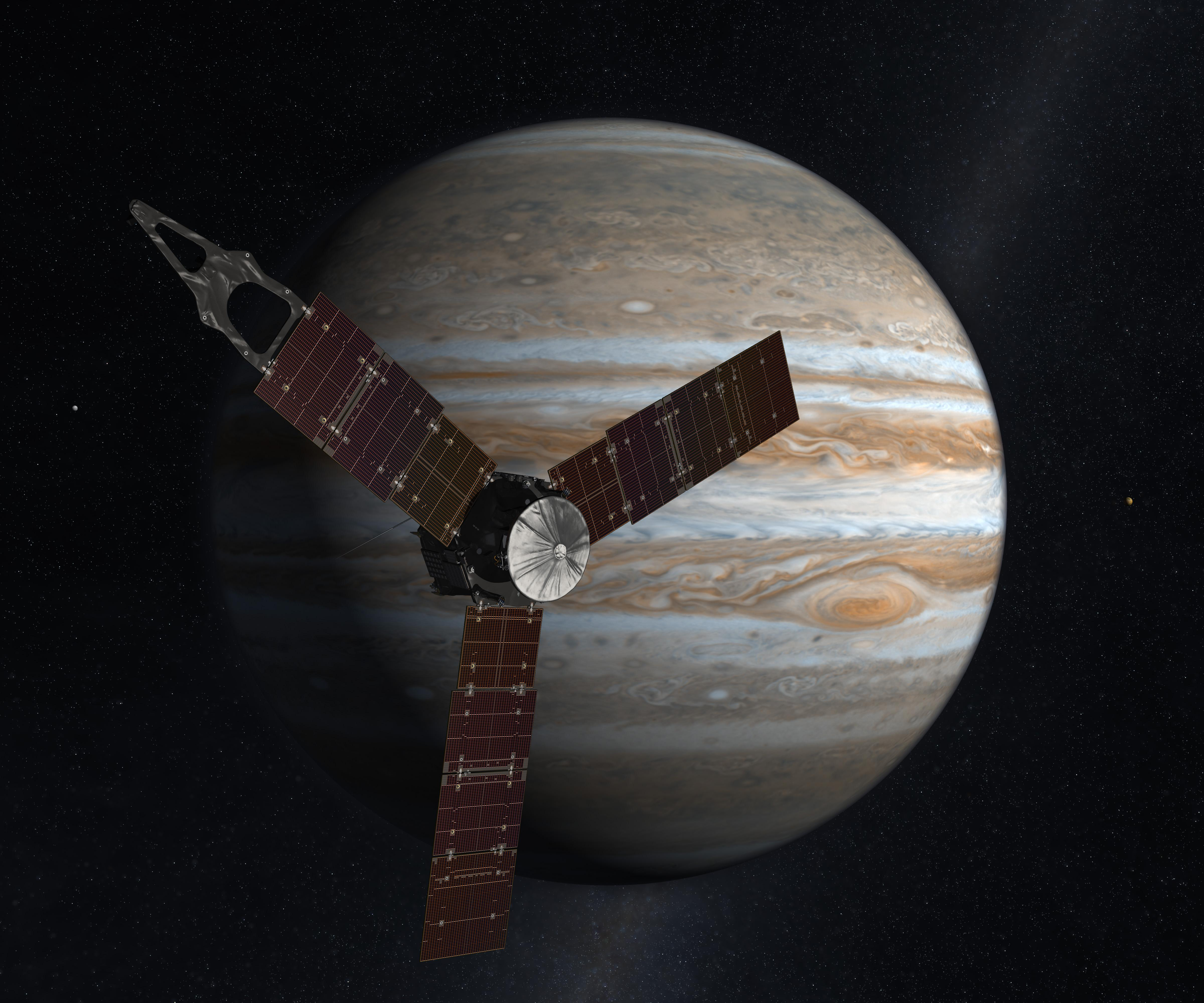
De Juno-ruimtesonde voor de planeet Jupiter

Het New Frontiers-programma is een serie onbemande ruimtemissies die ondernomen worden door de Amerikaanse ruimtevaartorganisatie NASA. Deze missies hebben als doel om verschillende planeten in het zonnestelsel te onderzoeken. Alleen de planeet Mars is hiervan uitgesloten. Hiervoor was het Mars Scout Program in het leven geroepen. Kosten technisch zitten de missies van dit programma tussen die van het goedkopere Discoveryprogramma en die van het duurste programma Flagship in.

## Missies

### Uitgevoerde missies
Anno 2016 zijn er onder het New Frontiers-programma drie Missies onderweg of zeker van uitvoering. Dat zijn:
- New Horizons: een ruimtesonde die op 19 januari 2006 gelanceerd werd om onderzoek te doen naar de dwergplaneet Pluto en de Kuipergordel. New Horizons vloog in de zomer van 2015 langs Pluto en nam een groot aantal foto's dat in het jaar daarop naar de aarde werd verzonden. Op 1 januari 2019 werd een flyby van kuipergordelobject Arrokoth uitgevoerd.
- Juno-ruimtesonde: deze werd op vrijdag 5 augustus 2011 gelanceerd en doet sinds juli 2016 onderzoek naar de planeet Jupiter.
- OSIRIS-REx: een ruimtesonde waarvan de lancering 8 september 2016 plaatsvond. OSIRIS-REx heeft planetoïde (101955) Bennu bestudeerd en in 2020 regoliet van de planetoïde verzameld om naar de aarde brengen (sample return-missie). De terugkeermodule met regoliet landde op 24 september 2023. De rest van de sonde vloog door voor de tweede missie; Osiris-APEX die de planetoïde Apophis bestudeert tijdens een passage van de Aarde in 2029.

### Geselecteerde missie
- Dragonfly, Op 27 juni 2019 werd een missie naar Titan aangekondigd. Dragonfly is een autonoom vliegende nucleaire drone die in 2026 wordt gelanceerd om vanaf 2034 op Titan foto’s te maken en metingen uit te voeren.

### Voorgestelde missies
Voor een vierde New Frontiers-missie waren er in 2013 een zestal missies of doelen voorgesteld.
- Venus In-Situ Explorer: deze wordt op z'n vroegst in 2022 gelanceerd en zal na een landing op de planeet Venus onderzoek doen naar de samenstelling van de bodem.
- Ocean exploratie op de manen Titan en/of Enceladus.
- Een sondelanding en "sample return-missie" naar het Zuidpool-Aitken-bekken van de Maan..
- Een missie waarbij een sonde de atmosfeer van Saturnus binnengaat.
- Een ruimtesonde die de Trojanen van Jupiter bezoekt en onderzoekt.
- Een "sample return-missie" van de kern van een komeet.